# Тепе, Яна
Яна Тепе — немецкая предпринимательница, соучредительница (вместе с Анной Кайзер) и генеральный директор Tandemploy, немецкой платформы по обмену вакансиями для поощрения совместного использования рабочих мест, особенно для должностей, требующих более высокой квалификации.
Компания, основанная в 2013 году, была включена в программу Microsoft Accelerator в марте 2015 года.
Тепе выступала на TEDx с докладом «Остановите людей в сером!». В 2015 году она была включена в список 100 женщин Би-би-си.